# Leucoptera malifoliella
The Pear Leaf Blister Moth, Leucoptera malifoliella (tên tiếng Anh: Ribbed Apple Leaf Miner hoặc Apple Leaf Miner) là một loài bướm đêm thuộc họ Lyonetiidae. Nó được tìm thấy ở khắp châu Âu.

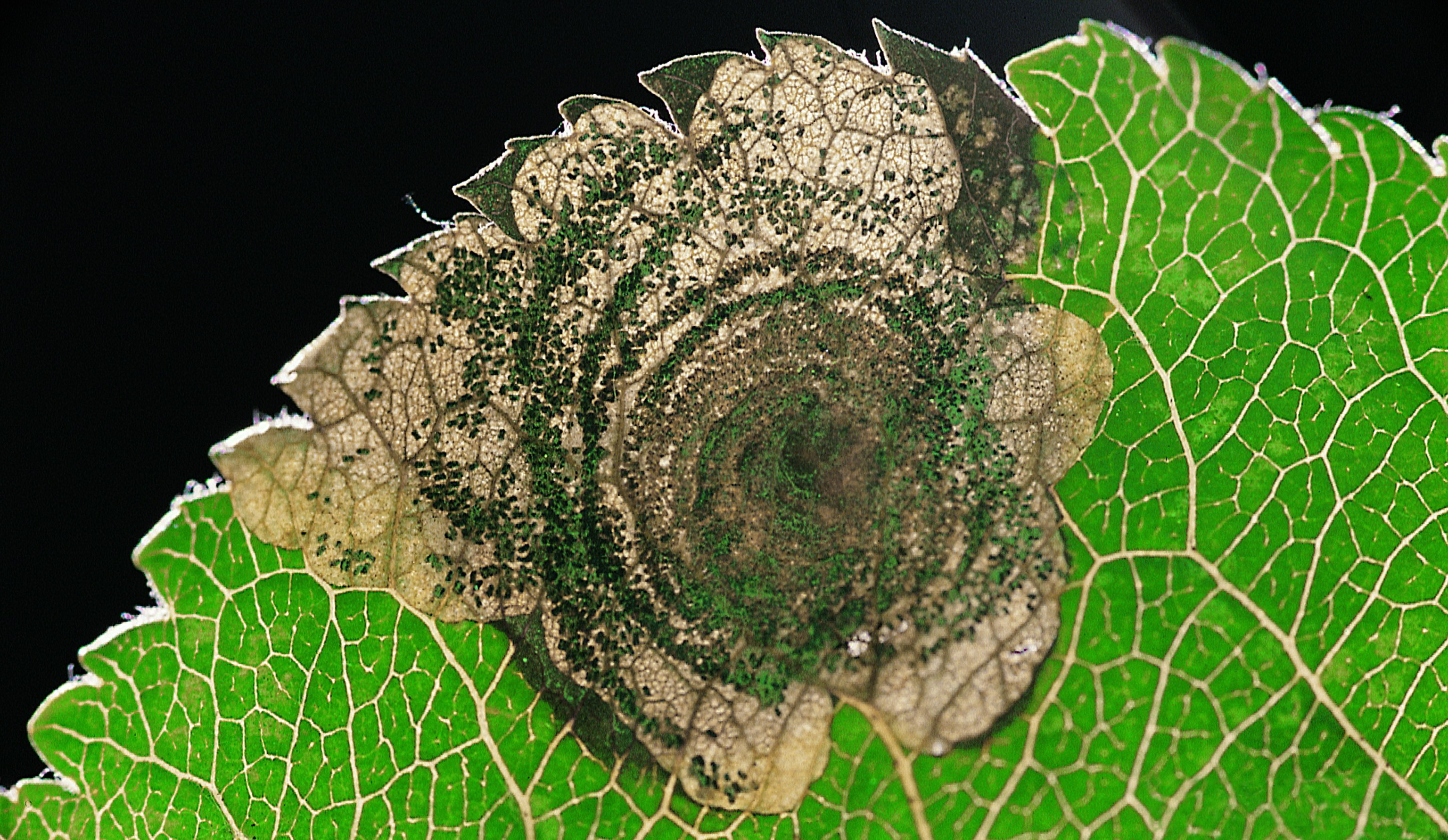
Lá do ấu trùng ăn

Sải cánh khoảng 8 mm. Con trưởng thành bay từ tháng 6 đến tháng 7.
Ấu trùng ăn Alnus incana, Amelanchier ovalis, Aronia, Betula pendula, Betula pubescens, Chaenomeles japonica, Cotoneaster integerrimus, Crataegus crus-galli, Crataegus monogyna, Cydonia oblonga, Malus baccata, Malus domestica, Malus floribunda, Malus sylvestris, Mespilus germanica, Prunus avium, Prunus cerasus, Prunus domestica, Prunus fruticosa, Prunus insititia, Prunus spinosa, Prunus subhirtella, Pyrus communis, Sorbus aucuparia. Chúng ăn lá nơi chúng làm tổ. 

## Hình ảnh

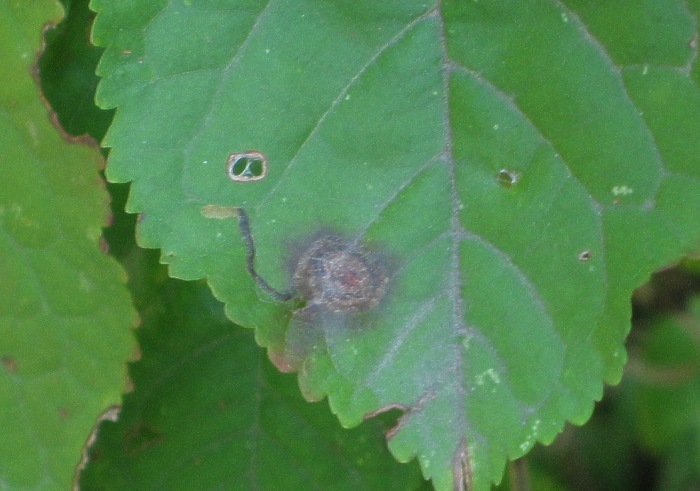